# Número de tarjeta bancaria
El número de tarjeta bancaria es el que se encuentra en las tarjetas de pago, en las tarjetas de crédito, en las tarjetas de débito, en las tarjetas de prepago, en las tarjetas de regalo y en otras tarjetas similares (tarjetas de valor almacenado y otras tarjetas similares. Algunos emisores de tarjetas se refieren al número de tarjeta con el número de cuenta primario o PAN (primary account number). Tienen cierto niveles de estructura interna y comparten un esquema de numeración común. Los números de tarjetas bancarias se asignan de acuerdo con la norma ISO / IEC 7812. El número de tarjeta bancaria se limita a identificar la tarjeta, que luego se asocia electrónicamente, a través de la organización emisora, con uno de sus clientes y luego con la cuenta bancaria del cliente. En el caso de las tarjetas de tipo de valor almacenado, no existe una asociación necesaria con un cliente en particular. Un número de tarjeta ISO / IEC 7812 es habitualmente de 16 dígitos de longitud, y puede ser hasta de 19 dígitos. La estructura es la siguiente:4522122391669024

## Identificador de la gran industria (MII)
Formato de número de tarjeta de crédito de 16 dígitos.
- Un número de identificador del emisor (IIN - Issuer Identification Number) (anteriormente llamado "código de identificación de banco" (BIN - Bank Identification Number), el primer dígito del cual es el Identificador de Industria Principal (MII - Major Industry Identifier)
- Un identificador de cuenta individual de longitud variable (hasta 12 dígitos)
- Un dígito de control calculado mediante el algoritmo de Luhn.

El número de la tarjeta bancaria difiere del código de identificación del banco (BIC/ISO 9362, un código normalizado también conocido como código de identificación de negocios, Código Internacional Banco y código SWIFT). También se diferencia del Código Universal de Identificación de Pago, otro nombre de usuario para una cuenta bancaria en los Estados Unidos.
El primer dígito de un número de tarjeta de crédito es la Industria de Identificador Mayor (IIM) (véase la norma ISO / IEC 7812), que representa la categoría de entidad que emitió la tarjeta. Los dígitos IIM representan las siguientes categorías de emisor:
- 0 - ISO / TC 68 y otras asignaciones futuras de la industria
- 1 - Aerolíneas
- 2 - Aerolíneas y otras tareas futuras de la industria
- 3 - Viajes y entretenimiento y bancario / financiero
- 4 - Bancos y financiera
- 5 - Bancos y financiera
- 6 - Diseño de mercado y bancario / financiero
- 7 - Petróleo y otras asignaciones de la industria futuras
- 8 - Asistencia sanitaria, telecomunicaciones y otras asignaciones futuras de la industria
- 9 - Trabajo Nacional

Por ejemplo, American Express, Diners Club, Carte Blanche, y JCB están en la categoría de viajes y entretenimiento; VISA, Mastercard y Discover están en la categoría banca y financiera (Discover está tanto en mercado como en banca); y Sun Oil y Exxon están en la categoría de petróleo.

## Número de identificación emisor (IIN)
Los seis primeros dígitos de un número de tarjeta (incluido el dígito inicial IIM) se conocen como el número de identificación del emisor (IIN). Estos identifican la institución que emitió la tarjeta al titular de la tarjeta. El resto del número lo asigna el emisor. Las tarjetas son emitidas por el emisor a través de una red de emisión. La longitud del número de la tarjeta es equivalente a su número de dígitos. Muchos emisores de tarjetas imprimen los cuatro primeros dígitos del IIN en su tarjeta, justo debajo de donde está grabado el número, como una medida de seguridad añadida.
En los Estados Unidos, los IIN también se utilizan en las reivindicaciones de farmacia NCPDP para identificar los procesadores, y se imprimen en todas las tarjetas de seguros de farmacia. Los IINS son el mecanismo de enrutamiento principal de reclamaciones en tiempo real. Cada procesador tiene uno o más IINs, que se dividen en planes mediante el uso de los campos Número de grupo y número de control del procesador.
La base de datos del IIN y la membresía los administra hoy en día la Asociación Estadounidense de Banqueros (ABA, por sus siglas en inglés), y se actualiza mensualmente. ABA se encarga de asignar rangos de IIN a las redes de emisoras.
Los comerciantes en línea pueden utilizar búsquedas IIN para ayudar a validar las transacciones. Por ejemplo, si IIN de una tarjeta indica un banco en un país, mientras que la dirección de facturación del cliente está en otra, la transacción puede requerir un escrutinio adicional.
| Red de emisión                     | IIN rangos                                         | Activa | Longitud   | Validación                     |
| ---------------------------------- | -------------------------------------------------- | ------ | ---------- | ------------------------------ |
| American Express                   | 34, 37                                             | Si     | 15         | Algoritmo de Luhn              |
| Bankcard                           | 5610, 560221-560225                                | No     | 16         | Algoritmo de Luhn              |
| China UnionPay                     | 62                                                 | Si     | 16-19      | no validation [cita requerida] |
| Diners Club Carte Blanche          | 300-305                                            | Si     | 14         | Algoritmo de Luhn              |
| Diners Club enRoute                | 2014, 2149                                         | No     | 15         | sin validación                 |
| Diners Club International          | 300-305, 309, 36, 38-39                            | Si     | 14         | Algoritmo de Luhn              |
| Diners Club United States & Canada | 54, 55                                             | Si     | 16         | Algoritmo de Luhn              |
| Discover Card                      | 6011, 622126-622925, 644-649, 65                   | Si     | 16         | Algoritmo de Luhn              |
| InterPaymentTM                     | 636                                                | Si     | 16-19      | Algoritmo de Luhn              |
| InstaPayment                       | 637-639[cita requerida]                            | Si     | 16         | Algoritmo de Luhn              |
| JCB                                | 3528-3589                                          | Si     | 16         | Algoritmo de Luhn              |
| Laser                              | 6304, 6706, 6771, 6709                             | No     | 16-19      | Algoritmo de Luhn              |
| Maestro                            | 500000-509999, 560000-699999                       | Si     | 12-19      | Algoritmo de Luhn              |
| Dankort                            | 5019                                               | Si     | 16         | Algoritmo de Luhn              |
| Mastercard                         | 222100-272099                                      | Si     | 16         | Algoritmo de Luhn              |
| Mastercard                         | 51-55                                              | Si     | 16         | Algoritmo de Luhn              |
| Solo                               | 6334, 6767                                         | No     | 16, 18, 19 | Algoritmo de Luhn              |
| Switch                             | 4903, 4905, 4911, 4936, 564182, 633110, 6333, 6759 | No     | 16, 18, 19 | Algoritmo de Luhn              |
| Visa                               | 4                                                  | Si     | 13, 16     | Algoritmo de Luhn              |
| Visa Electron                      | 4026, 417500, 4405, 4508, 4844, 4913, 4917         | Si     | 16         | Algoritmo de Luhn              |
| UATP                               | 1                                                  | Si     | 15         | Algoritmo de Luhn              |

El 8 de noviembre de 2004, Mastercard y Diners Club formaron una alianza. Las tarjetas Diners Club emitidas en Canadá y Estados Unidos comenzando en 54 o 55 se tratan como Mastercard en todo el mundo. Las tarjetas internacionales utilizan el prefijo 36 y se tratan como Mastercard en Canadá y Estados Unidos, pero como tarjetas Diners Club en el resto de países. La página web de Diners Club International no hace referencia a los viejos prefijos 38, y puede presumirse que han sido reeditados bajo el prefijo IIN 55 o 36. A partir del 16 de octubre de 2009, las Diners Club comenzando por 30, 36, 38 o 39 se procesan por Discover Card. [13]
El 3 de noviembre de 2014, Mastercard anunció que estaban introduciendo una nueva serie de rangos BIN que comienzan con un "2" (222100 a 272099). Los  BIN de serie "2" serán procesados del mismo modo que los anteriores "51-55". Activo a partir de 14 de octubre del 2016.
A partir del 1 de octubre de 2006 Discover comenzó a usar todo el prefijo 65, no sólo el 650. También, es similar al acuerdo de Mastercard / Diners, tarjetas de China Union Pay ahora se tratan como Discover y son aceptados en la red Discover.
Mientras que la gran mayoría de los rangos de cuentas de Visa contiene 16 dígitos todavía hay unos pocos (como 40, al 11 de diciembre de 2013) rangos de cuentas dedicadas a 13  dígitos de PAN y varios (como 439, al  11 de diciembre de 2013) rangos de cuentas en el que el emisor puede mezclar 13 y 16 dígitos de tarjeta. Marca de Visa VPay puede especificar longitudes de PAN de 13-19 dígitos y así los números de tarjetas de más de 16 dígitos ahora se comienzan a ver.
Switch fue renombrado como Maestro a mediados de 2007. [14] En 2011, las UK Domestic Maestro (antes Switch) fueron alineadas con el estándar internacional Maestro, con la retención de algunas reglas residuales específicas de cada país.

### Numeración de tarjetas del Banco de Canadá
Las tarjetas que los bancos canadienses emiten para acceder a sus cuentas también siguen un patrón para sus sistemas (solo Canadá):
| Red de emisión                          | Rangos                  | Longitud   |
| --------------------------------------- | ----------------------- | ---------- |
| CIBC Tarjeta de conveniencia            | 4506                    | 16 dígitos |
| Royal Bank of Canadá Tarjeta de cliente | 4519                    | 16 dígitos |
| TD Canadá Trust Tarjeta de acceso       | 589297 (Debito Regular) | 19 dígitos |
| Scotiabank Tarjeta Scotia               | 4536                    | 16 dígitos |
| BMO ABM Tarjeta                         | 500X                    | 16 dígitos |
| HSBC Canada Tarjeta                     | 56XX                    | 16 dígitos |

## Medidas de seguridad
Para reducir el riesgo de fraude de tarjetas de crédito, se utilizan diversas técnicas para evitar la difusión de números de tarjetas bancarias. Estos incluyen:
- Encriptación con preservación de formato: En la que el número de cuenta se reemplaza con una versión con cifrado fuerte que retiene el formato de los datos de la tarjeta incluyendo partes no sensibles del campo como los  primeros 6 y los últimos 4 dígitos. Esto permite la protección de los campos de datos sin cambiar los sistemas y aplicaciones informáticos de pago. Un uso común es para proteger los datos de la tarjeta del punto de captura en un lector seguro de extremo a extremo del host del procesador de pagos para mitigar el riesgo de compromiso de datos en sustemas como los Puntos de Venta (TPV). La Encriptación con preservación de formato AES-FF1 se define en la especificación NIST SP800-38G.
- Truncamiento PAN: En la que sólo algunos de los dígitos de la tarjeta se imprime en los recibos. Los estándares PCI-DSS dictan que sólo los primeros 6 y los 4 últimos dígitos del PAN se pueden imprimir en el recibo. Generalmente sólo los últimos 4 dígitos se proporcionan en otras partes para permitir que el cliente identifique la tarjeta utilizada.
- Simbolización (Tokenization): En el que un número de cuenta artificial (símbolo - token), se imprime, almacena o transmite en vez del verdadero número de cuenta.